# Eduard Fenzl
Eduard Fenzl (Krummnußbaum, 15 febbraio 1808 – Vienna, 29 settembre 1879) è stato un botanico austriaco.

## Biografia
Fenzl fu docente di botanica e direttore del Gabinetto Imperiale botanico, membro dell'Accademia austriaca delle scienze, e vice-presidente della Horticultural Society di Vienna.
Fenzl diede un contributo al botanico Carl Friedrich Philipp von Martius nel genere di pianta Flora Brasiliensis e per Stephan Endlicher nel enumeratio plantarum quas in Novae hollandiae.
È stato autore di Pugillus plantarum novarum Syriæ et Tauri occidentalis primus (1842).
Il genere pianta Fenzlia è stato chiamato in suo onore.

## Opere

### Autore
- Dissertatio inauguralis medico-botanica sistens extensionem et distributionem geographicam Alsinearum familiae naturalis per terras arcticas partemque zonae temperatae orbis antiqui (1833)
- Sertum Cabulicum. Enumeratio Plantarum Quas in Itinere Inter Dera-Ghazee-Khan Et Cabul, Mensibus Majo Et Junio 1833 Collegit Dr Martin Honigberger. Accedunt Novarum Vel Minus Cognitarum Stirpium Icones Et Descriptiones Part 1 (1836)
- Novarum stirpium decas I-X (1839)
- Pugillus Plantarum novarum Syriae et Tauri occidentalis primus (1842)
- Illustrationes et descriptiones plantarum novarum Syriae et Tauri occidentalis (1843)
- Über die Stellung der Gattung Oxera im natürlichen Systeme (1843)
- Über die Blütezeit der Paulownia imperialis (1851)
- … Differential-Charaktere der Arten der Gattung Cyperus (1855)
- Bildliche Naturgeschichte des Pflanzenreiches in Umrissen nach seinen wichtigsten Ordnungen (1855)

### Editore
- Theodor Kotschy. Abbildungen und Beschreibungen neuer und seltener Thiere (1843)
- Franz Xaver Freiherr von Wulfen. Flora Norica Phanerogama (1858)